# كاتسواكي فوجيوارا
كاتسواكي فوجيوارا مواليد 27 مارس 1975 في شيمونوسكي، ياماغوتشي، ياماغوتشي، هو متسابق دراجات نارية ياباني. نافس في سباقات بطولة العالم لفئة 500 سي سي. كما شارك في بطولة العالم للسوبربايك وبطولة العالم للسوبرسبورت.

## روابط خارجية
- كاتسواكي فوجيوارا على موقع MotoGP.com (الإنجليزية)
- كاتسواكي فوجيوارا على موقع WorldSBK.com (الإنجليزية)